# 东方战线 (第一次世界大战)
第一次世界大战东方战线（俄语：或）指的是第一次世界大战中，德意志帝国、奥匈帝国、奥斯曼土耳其帝国同俄罗斯帝国（后来为苏维埃俄国）和罗马尼亚王国之间的战事。与长期呈现胶着状态的西线战事相比，东线战事的战局变化速度要快得多。德国奥匈两国军队在对俄作战中，长期处在优势状态。俄罗斯帝国在軍事能力與科技上較為落後，加上經濟萎靡士兵與後方的工人常常處於彈藥嚴重不足或是挨餓的狀態。
最后1917年3月俄罗斯发生二月革命，尼古拉二世的俄罗斯帝国瓦解。俄罗斯各新政权中的苏维埃政权为争取停战，在仅成立4个月只控制俄罗斯部分地区之下，出面于1918年3月与德意志帝国签署布列斯特和约，条约表面割让大片领土，使俄罗斯成功退出一战。1918年10月29日德国亦发生德国十一月革命，11月9日威廉二世的德意志帝国亦崩溃，11月11日德国投降，同盟国宣告战败。德国于1918年11月11日与协约国签订了停战协定，其中第二款《关于德国东部边界的规定》之第15条规定德国放弃《布加勒斯特和约》及《布列斯特-立托夫斯克和约》及其补充条约。随后苏维埃政权全俄中央执行委员会亦于11月13日通过决议单方面废除此条约，使得该条约的内容实际上成了一纸空文。1922年，新成立的苏维埃联盟苏联与一战后成立的德意志魏玛共和国签署了《拉帕洛条约》，两国借此宣布放弃在布列斯特-立陶夫斯克條約及一战后向对方提出的领土和金钱之要求。

## 1914年战事

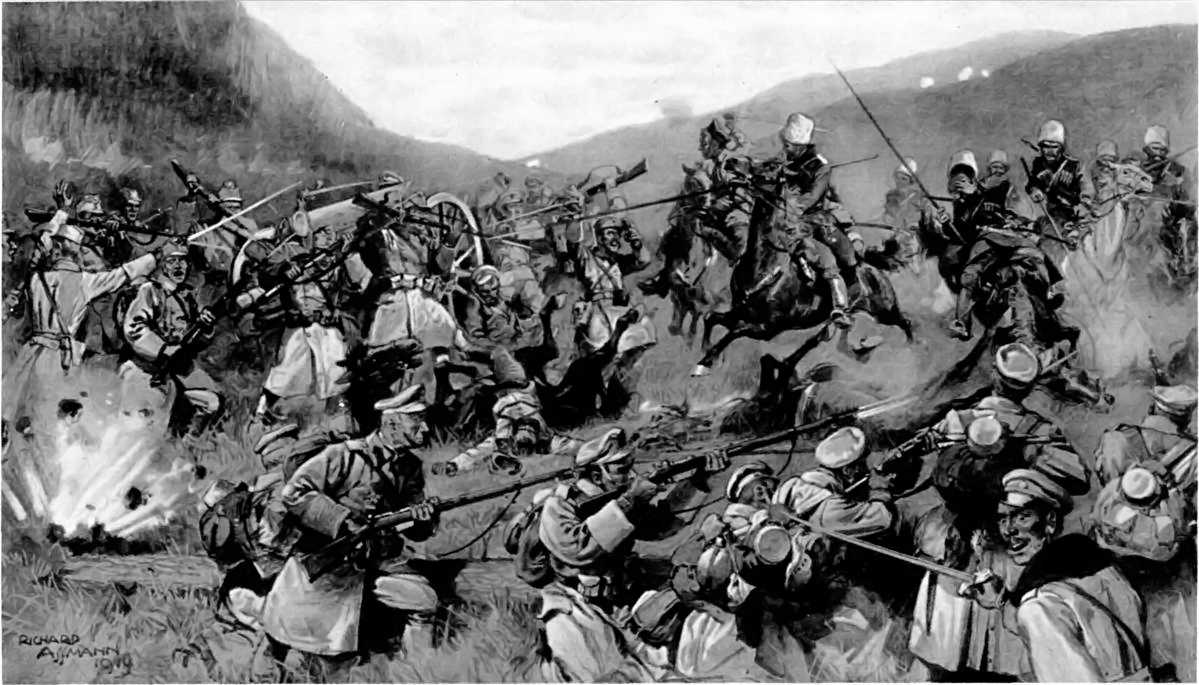
图片中呈现出了“在1914年奥匈军队与一支从加利西亚越过喀尔巴阡山脉的俄国骑兵在匈牙利交战。”

### 俄國動員
1914年6月28日，奧匈帝國皇儲法蘭茲·斐迪南大公夫婦視察薩拉熱窩時被塞爾維亞民族份子行刺身亡，奧塞兩國邁向開戰邊緣。7月28日，奧匈因為盟國德國向其開出“空白支票”，因此信心大增，決定與塞爾維亞斷交並對其宣戰。俄羅斯則宣布全國總動員，以支援盟國塞爾維亞，這引起德國的不滿。8月1日，德國以俄羅斯拒絕停止全國總動員為藉口向俄宣戰，並同時亦以俄盟國法國不肯宣佈中立而向法國宣戰，並希望取道攻法而進侵比利時。8月3日德軍即日攻占了盧森堡並開進比利時。8月4日，英國因比利時為其自身安全的關鍵，因此對德宣戰。8月6日，奧匈向俄羅斯宣戰。

### 东普鲁士和加利西亚
1914年8月17日，俄国入侵东普鲁士。同月，奥匈帝国加利西亚省境内的伦贝格战役打响。这两场战役是东线最初的两场战役。坦能堡战役中俄军虽然失利，但于9月在阿列克谢·布鲁西洛夫和尼古拉·尤多维奇·伊万诺夫的指挥下，他们取得了伦贝格战役的胜利。1914年末，俄军基本上控制了整个加利西亚。随后俄军向克拉科夫进发，途中包围了普热梅希尔。俄军在1914年的旗开得胜迫使德国从西线战场调兵增援东线以缓解奥匈的压力。这期间，德军建立了其第九军。随后的主要冲突地点转移到了俄属波兰、维斯瓦河以西。

### 德俄交戰
俄軍乘德軍在開戰之初，集中兵力在西線之際，在東線向德軍發起進攻。8月下旬，俄軍進入東普魯士，並逼向德國的心臟地帶，德軍被逼從西線調兵回援。德國援軍行動迅速，很快便抵達東線，並于科穆辛森林附近消滅數萬名俄軍，同时俄军在坦倫堡战役惨败之后、连接在第一次马祖尔湖战役、波兰中部战役中被德军击败，丧失了战争的主动权，使得東線戰局發展受到德軍控制。9月11日，德軍進逼至俄國境內，俄軍損失共25萬餘人。
奥匈帝国期望也能像德军一样取得一场辉煌的胜利，对俄国发动了进攻。在南線方面，俄軍開始時在加里西亞和布柯維納屢次擊敗奧匈帝國的軍隊，但德國隨後對奧匈提供支援，对俄国西北、西南两个方面军的接合部发动维斯瓦河战役，但卻以失败告终。俄军企图乘勝追击攻入德国境内，但在罗兹战役遭受重大损失，德军也未能取得成果，不过也使得俄军与其保持了一定的安全距离。結果到12月中旬，東線戰事亦進入膠著狀態。

## 1915年战事
1915年，德軍因為西線的馬恩河會戰失敗，决定先集中兵力擊潰俄國，逼使俄國停戰，從而結束東線戰事，並且避免繼續陷入兩線作戰的困局，東線于是變成主要戰場。德奥两国在东线的总兵力达到了130万，虽然对峙的俄国军队总兵力是175万，但后者在装备与训练上处于绝对劣势，双方实力基本不相上下。1915年1月31日，德军发动第二次马祖尔湖战役，缺乏准备与训练的俄军很快就被击溃，战役在2月21日结束，结果10万多俄军淪为俘虏。
在1915年5月，德奧聯軍发动夏季攻势，以18個師和2000餘門大炮，分兵兩路進擊俄軍，並計劃將俄軍逼至「波蘭口袋」內殲滅。雙方交戰8個多月，德軍攻佔普熱梅希爾、萊姆堡、伊凡哥羅德、華沙、布列斯特、維爾諾及里加，並逼使俄軍撤退至從里加灣到德涅斯特河一線，俄軍共損失170多萬人。德軍雖然大勝，但已方損失亦極大，而且並未消滅俄軍主力，結果逼不到俄國投降。

### 鄂圖曼土耳其參戰
德國為了牽制俄國，于是答應向鄂圖曼土耳其帝國提供一億法郎的貸款，以換取其參戰。於是土耳其於1914年10月29日正式參戰。並與俄國在高加索發生戰鬥。俄軍初時作戰不利，但於1915年1月發動反攻，土耳其的第九集團軍被殲滅，共損失約7萬多人，俄軍開始迫近特拉布宗。

### 義大利轉投協約國
1915年5月，義大利因為英法答應在戰後分得阜姆和達爾馬提亞，于是投向協約國一方，對同盟國宣戰。同時，聖馬利諾亦派志願軍協助義大利，以及聖馬利諾戰地醫療隊。義大利軍雖然實力較弱，交戰初期即損失近30萬人，但却成功拖住了奧匈40個師的兵力，緩减了俄法的壓力。1915年9月，保加利亞王國加入同盟國，趁塞軍精銳在前線抵抗奥軍，出兵30萬背刺塞爾維亞，趁塞爾維亞全部精銳在前線抵抗奧匈攻擊幾近毫無防守的塞國東部，配合德奧聯軍攻擊塞爾維亞，結果同盟國很快便占領塞爾維亞全境，塞爾維亞政府及軍隊被逼撤退至阿尔巴尼亞、希臘的科孚島。

## 1916年战事

### 俄軍反擊
1916年春，俄國調集3個方面軍共200萬人向德奧聯軍發動反攻（布魯西洛夫攻勢），在激戰一輪後，雙方各損失百萬兵力，但俄軍兵力較多，因此逼退德奧聯軍，並乘勝攻進加里西亞東部地區。羅馬尼亞亦於該年8月向同盟國宣戰。德奧聯軍於是決定攻取羅馬尼亞，以奪取石油和糧食補給。結果羅馬尼亞首都布加勒斯特很快便失陷，保加利亞則攻取了多布羅加，德奧軍隊佔領大部分羅馬尼亞國土。

## 1917年战事

### 俄國革命

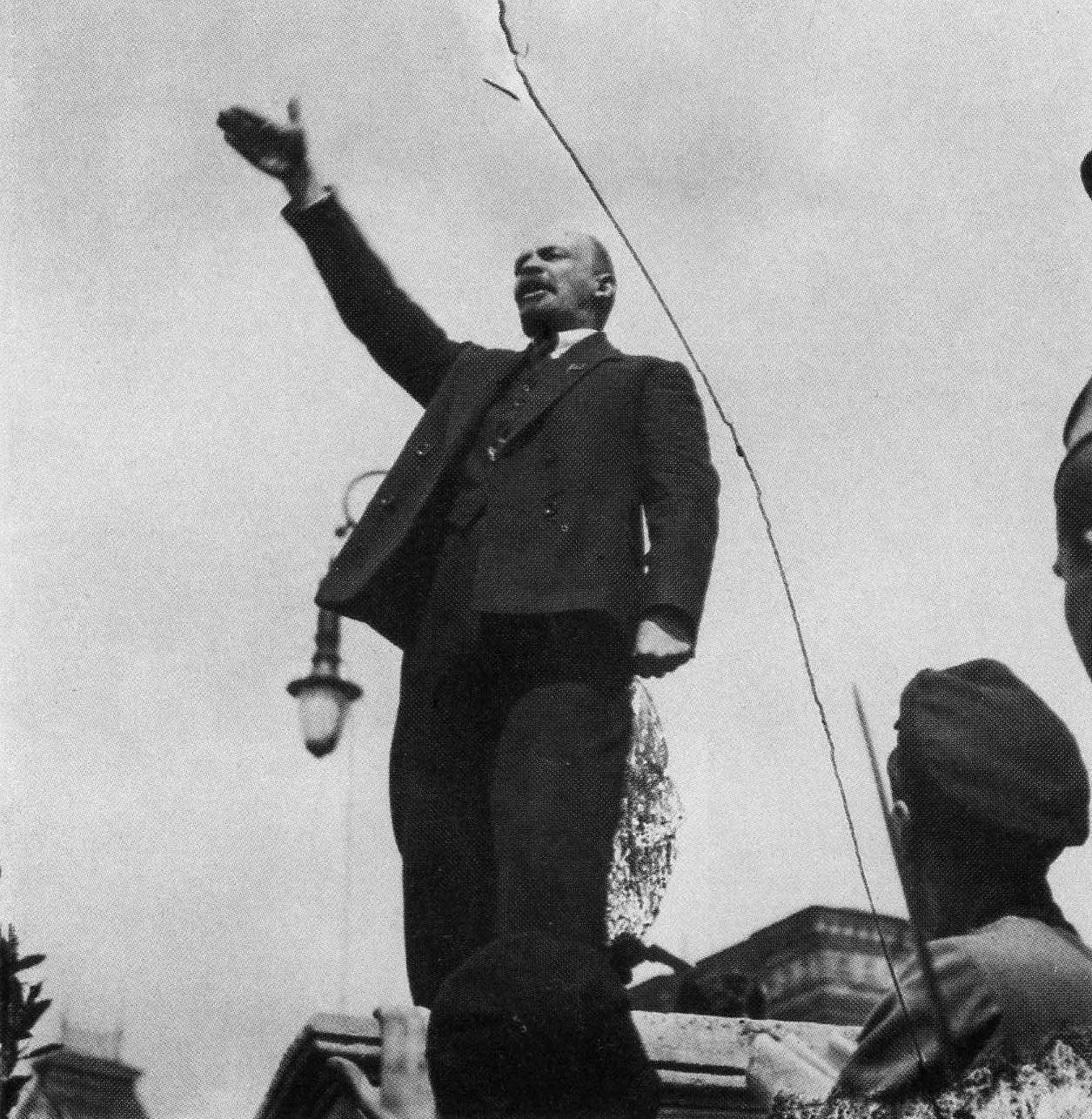
帶領布尔什维克發動十月革命的列宁

俄國本身為剛進入工業化的經濟體系，經不起東線持續的戰事，結果其國內經濟崩潰，工廠倒閉，失業率驟增，軍火補給極度困難，士兵極度厭戰。1916年冬，俄國內部各種矛盾加劇，莫斯科的罷工人數更達至百萬人以上，結果，俄國二月革命在1917年3月8日爆發，令沙皇尼古拉二世退位。亞歷山大·克倫斯基領導的臨時政府仍然繼續戰爭，但又再被德奧聯軍擊敗。結果俄國工人及農民忍受不了，在1917年11月（儒略曆10月），由布爾什維克領袖列寧領導了一場武裝起義，推翻了臨時政府，建立了共產政府和第一個共產國家蘇俄。1918年2月德國發動拳擊行動入侵更多蘇俄領土，此行動亦是東線最後一次的攻勢。德軍佔領拉脱维亞及愛沙尼亞、白俄西部、德奧聯軍攻占了烏克蘭基輔，建立了白俄罗斯人民共和國、烏克蘭國、立陶宛王國、庫爾蘭和瑟米加利亞公國，德軍已迫至在距彼得格勒100公里外，列寧將苏俄首都遷往莫斯科。鄂圖曼趁虛佔領了亞美尼亞、喬治亞及亞塞拜然，列寧之後在3月與德國簽署布列斯特-立陶夫斯克條約，並宣布退出第一次世界大戰。